# وادي حباط (كعيدنة)

تعديل مصدري - تعديل

وادي حباط هي إحدى قرى عزلة أسلم ناشر بمديرية كعيدنة التابعة لمحافظة حجة، بلغ تعداد سكانها 490 نسمة حسب تعداد اليمن لعام 2004.